# Rewind (film, 1998)
Pour les articles homonymes, voir Rewind.
Pour plus de détails, voir Fiche technique et Distribution.
Rewind est un film franco-italien réalisé par Sergio Gobbi, sorti le 8 juillet 1998.

## Fiche technique
- Titre : Rewind
- Réalisation : Sergio Gobbi
- Scénario : Luca Biglione et Sergio Gobbi
- Production : Alessandro Parenzo
- Musique : Jean-Yves D'Angelo
- Photographie : Jean-Francis Gondre
- Montage : Françoise London
- Pays de production :  France,  Italie
- Format : couleurs - 1,85:1 - Dolby Digital - 35 mm
- Genre : policier, science-fiction
- Durée : 92 minutes
- Dates de sortie : 
  - France : 8 juillet 1998
  - Belgique : 28 avril 1999

## Distribution
- Raoul Bova : Paul Mansart
- Maruschka Detmers : Marianne Legrand
- Niels Arestrup : Fabrice Rivail
- Luca Zingaretti : Joseph Valko
- Cécile Pallas : Alice Varyk
- André Oumansky : Luc Baudin
- Marc Samuel : Claude Ricci
- Jay Benedict : Blondin
- Antonio Marsina : Karl Müller
- Maria Laborit : Juliette
- Jérôme Hardelay : Mathias
- Philippe Dajoux : Thomas
- Alice Evans : Helga
- Candice Hugo : Yvonne
- Meyer Bokobza : Wolf
- Valerio Andrei : Un agent d'escorte
- Benoit Blampain : L'agent spécial
- Daniel Breton : Un infirmier
- Olivier Capette : Un prisonnier
- Mikaël Chiche : Un terroriste
- Hervé Ducroux : Un médecin,
- Pietro Faiella : Kurt
- Daniel Geinaert : Herman
- Gulyane Ghiseli : L'agent des archives
- Vincent Hennebert : Reiner
- Riffi Kitouka : Steven
- Gérard Marty : Le directeur de la prison
- Marilyn Pater : Une terroriste
- Enzo Storico : L'agent de sécurité
- Félix Verbist : Un diplomate
- Steven Webb : Eric

## Autour du film
- Ce film a été, entre autres, tourné à la prison de Nivelles (Brabant-Wallon, Belgique) et au Plan incliné de Ronquières (Hainaut, Belgique).
- Malgré ces lieux de tournage, l'action est censée se dérouler en Allemagne.